# エンマ・バルダック

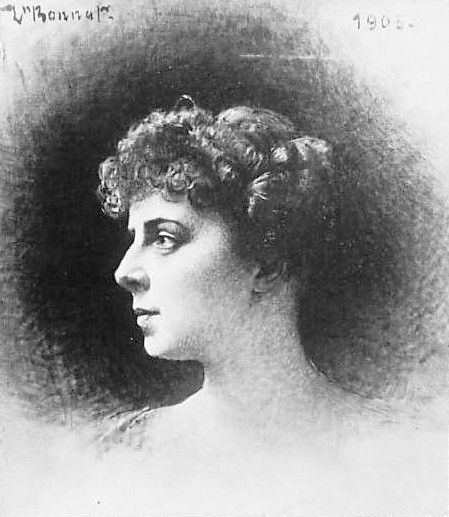
エンマ・ドビュッシーの肖像画（レオン・ボナ）

エンマ・バルダック（Emma Bardac, 1862年 – 1934年）は、フランスの声楽家。旧姓モイーズ（Moyse）。
19世紀末のパリで歌手であった。
ユダヤ系の家庭に生まれ、17歳で銀行家のシジスモン・バルダック（Sigismond Bardac）と結婚し、子を2人もうけた。後のドビュッシーの教え子ラウルとエレーヌである。後にガブリエル・フォーレとクロード・ドビュッシーの両方から求愛され、元夫と離婚し、後者と再婚した。
フォーレはエンマとその娘エレーヌ（愛称ドリー）のために組曲『ドリー』を作曲した。一説にはエレーヌはフォーレとの不義の子とも言われる。特に第1曲『子守唄』はエレーヌ（ドリー）を描写しており、また第2曲『ミアウー』は本来エレーヌが兄ラウルのことを「ムッシュー・ラウル Monsieur Raoull （ラウルお兄様）」と敬称を付けて言うはずが、幼い口で上手く言えずにメシュー・アウー Messieu Aoul!になってしまうことを描写した題名だったが、出版社の判断で一般的なネコの鳴き声としての表記に改められた。またエンマのために歌曲集『優しい歌』を作曲した。
しかし、フォーレとの愛人関係を終えてから、自分と同い年のドビュッシーに長男ラウルを師事させ、この関係がもとで恋愛関係となった。両者とも不倫の関係であるにもかかわらず、紆余曲折の末に1908年にドビュッシーと結婚した。ドビュッシーはエンマとの間に儲けた一粒種の娘クロード＝エンマをシュシュ Chouchou（キャベツちゃん）と呼んで溺愛し、この娘のために組曲『子供の領分』（1909年）を作曲した。
娘クロード＝エンマは父の死（1918年）に際して片親違いの兄ラウルに自らの激情を綴った手紙を送っており、ラウルとの兄妹関係は良好だったものと見られる。これは原文（の自筆コピー）がサン＝ジェルマン＝アン＝レーのドビュッシー博物館に展示されているほか、ドビュッシー書簡集のフランス語原版の改訂版にも収録されている。（日本語訳された書簡集には収録されていない。）しかしそのクロード＝エンマも父の死の1年後にジフテリアによって14歳で死去した。
エンマはその後1934年に没し、パリのパッシー墓地にあるドビュッシーの墓に夫および娘と共に葬られている。